# Fort Dix
Fort Dix é uma Região censo-designada localizada no estado americano de Nova Jérsei, no Condado de Burlington.

## Demografia
Segundo o censo americano de 2000, a sua população era de 7464 habitantes.

## Geografia
De acordo com o United States Census Bureau tem uma área de
29,3 km², dos quais 29,1 km² cobertos por terra e 0,2 km² cobertos por água.

## Localidades na vizinhança
O diagrama seguinte representa as localidades num raio de 8 km ao redor de Fort Dix.